# Louis-René-Édouard de Rohan

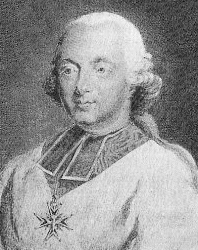
Miembros de la familia Rohan habían ocupado cargos en el obispado de Estrasburgo desde 1704.

Louis René Éduard de Rohan (París, 25 de septiembre de 1734-Ettenheim, 16 de febrero de 1803), príncipe de Rohan, obispo francés de Estrasburgo, político, cardenal de la Iglesia católica y miembro de la familia Rohan (que remonta sus orígenes a los reyes de Bretaña); célebre por su implicación en el Asunto del collar. 

## Vida
El oficio del obispado de Estrasburgo convirtió a los miembros de la familia Rohan en príncipes del Sacro Imperio Romano Germánico, y en pares de los príncipes-obispos alemanes, más que de los eclesiásticos franceses. Louis de Rohan fue destinado para este alto oficio desde su nacimiento. 
En 1760 tomó los hábitos y fue nombrado coadjutor (y también obispo titular, o In partibus infidelium, de la ciudad de Canopo en Egipto) de su tío Louis-Constantine de Rohan (quien un año más tarde sería nombrado cardenal), que ostentaba el obispado de Estrasburgo. Sin embargo, prefirió la vida elegante y la alegría de París a sus deberes clericales, teniendo también ambiciones de figurar políticamente.
Éduard fue miembro del partido político que se oponía a la alianza con Austria. Este partido estaba encabezado por Emmanuel-Armand de Richelieu, duque d'Aiguillon, quien en 1771 envió al príncipe de Rohan en una misión diplomática especial a Viena al objeto de tomar parte en las negociaciones de las particiones de Polonia. Rohan llegó a Viena en enero de 1772, destacando pronto por su conducta disoluta y sus lujosas fiestas de caridad. Esta actitud lo enemistó con la emperatriz María Teresa I de Austria, quien no soportaba tales comportamientos en un miembro del clero; esta hostilidad no sólo logró desbaratar su misión, sino que además influyó negativamente la percepción que de él tenía la hija de la emperatriz, María Antonieta, quien posteriormente sería reina de Francia. 
A la muerte de Luis XV de Francia en 1774, Rohan fue llamado desde Viena y recibido fríamente en París; la influencia de su familia era demasiado grande como para que fuera rechazado y en 1777 fue nombrado gran capellán de Francia, así como en 1778, abad de San Vaast, una de las abadías más ricas de Francia. Ese mismo año fue nombrado cardenal por recomendación de Estanislao Leszczynski (el destronado rey de Polonia, y abuelo de Luis XVI). El año 1779, de Rohan sucedió a su tío Constantine de Rohan-Roquefort, como obispo de Estrasburgo, aunque pasó la mayor parte de su carrera en París, ya que prefería un estilo de vida elegante a sus deberes clericales. Ese mismo año se convirtió en abad de Noirmoutiers y Chaise-Dieu. A pesar de su favorable posición, el cardenal siempre se sintió inquieto e infeliz, buscando apaciguar la animosidad que María Antonieta sentía por él. 
Con este fin, cayó en las manos de un grupo de intrigantes, la condesa de Jeanne de la Motte, el místico Alessandro Cagliostro y otros, cuyas acciones lo convirtieron en la víctima del asunto del collar de la reina. Rohan, que ambicionaba ser primer ministro de Francia, había entendido que tal nombramiento dependía fundamentalmente de la amistad con la reina María Antonieta; como quiera que ésta, influenciada por su madre María Teresa de Austria, detestaba a Rohan, la única manera posible de llegar al cargo de primer ministro era reconciliarse con la reina. Aprovechando esta circunstancia, la condesa de Valois, que, falsamente, había difundido por París que tenía una estrecha amistad con la reina, llevó a creer a Rohan que si tenía ciertas atenciones hacia la reina, éstas no sólo serían bienvenidas, sino que conducirían a una reconciliación. Engañado por todos, de Rohan creyó ver un velado cambio de actitud de la reina para con él, lo que le animó a seguir los consejos de la condesa de Valois. Las atenciones para con María Antonieta culminaron cuando la condesa sugirió a Rohan que se hiciera cargo de la compra de un collar de diamantes de dos millones de libras que la reina deseaba. El famoso collar, sería comprado por Rohan en nombre de la reina, que le abonaría a plazos el coste. Como la reina era famosa por sus muchas deudas y andar siempre corta de efectivo, Rohan asumió la compra, y entregó en medio de gran secreto el collar a la condesa de Valois para que se lo diera a la reina. Sin embargo, la condesa se quedó con el collar, lo desmontó y comenzó a vender sus diamantes. Cuando, ante el pago del primer plazo, se destapó la estafa, Rohan fue arrestado por el rey acusado de haber usado el nombre de la reina sin derecho. En el juicio de 1786 ante el Parlamento de París, su absolución fue recibida con entusiasmo general y considerada como una victoria sobre la corte y la muy impopular reina. A pesar de ello, fue privado de su oficio de Gran Capellán y exiliado a la abadía de Chaise-Dieu.
Al poco tiempo, se le permitió volver a Estrasburgo y demostró su popularidad con su elección para representar al clero en los Estados Generales de 1789, como clérigo de las merindades de Haguenau y Wissembourg. Al principio, declinó la elección, pero los Estados Generales, cuando se convirtieron en Asamblea Nacional, insistieron en validar su elección. Sin embargo, como príncipe de la iglesia, en enero de 1791 rehusó tomar el juramento de la Constitución civil del clero y se exilió en Ettenheim, en la parte alemana de su diócesis. En el exilio, su carácter mejoró y ocupó lo que le quedaba de sus riquezas en otorgar fondos a los clérigos pobres de su diócesis, que habían sido obligados a dejar Francia. En 1801 renunció a su cargo nominal de obispo de Estrasburgo.